# Bardo (musikgrupp)
Bardo, brittisk musikgrupp som var aktiva 1982–1983 bestående av medlemmarna Sally Ann Triplett och Stephen Fischer. Gruppen representerade Storbritannien i Eurovision Song Contest 1982 med låten "One Step Further". De slutade på en 7:e plats.

## Diskografi
Singlar
- "One Step Further" / "Lady of the Night" (1982)
- "Talking Out Of Line" / "Always Thinking Of You" (1982)
- "Hang On To Your Heart" / "I Write You A Letter" (1983)

Samlingsalbum
- The Best of Bardo (2013)